# Рифийцы

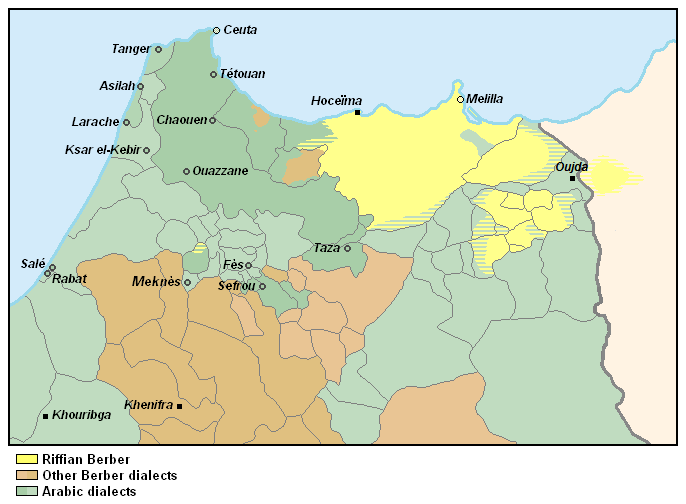
Регионы Марокко, где распространён рифский язык (жёлтый цвет).

Флаг Исламской Республики Риф (1921-1926 гг.)

Рифийцы (араб. الريفيون‎, берберский: иривианцы или рифии) — наиболее известные из марокканских берберов, получившие своё название от региона Эр-Риф в северо-западной Африке, расположенного на северной окраине Марокко. Занимаются земледелием, являются осёдлыми племенами кроме двух племен — металса и бени-бу-яхи, живущих в пустыне Гарет, через которую протекает река Мулуйя. Исторические волны иммиграции способствовали перемещению племён — как сельские жители они присутствуют в других регионах Марокко (таких как Танжер, Тетуан, Фес), живут за рубежом в сельских общинах, особенно в Нидерландах, Франции, Бельгии и Германии.
Рифийцы делятся на две категории : 
• Арабоязычные рифийцы 
• Рифайны, говорящие на берберском языке

## Описание
Проживающие на части территории Гибралтарской дуги и недалеко от Пиренейского полуострова, сообщества рифийцев встречаются как в северо-восточном Марокко и южной Испании, так и в других местах Западной Европы и Северной Африки. Их родные поселения были арабизированы и исламизированы в VII веке и позднее, во время ранней экспансии ислама. Рифийцы в подавляющем большинстве являются суннитами-мурабитами, но сохраняют свои доисламские традиции и верования, такие как высокий статус своих женщин, обладающих, в отличие от арабок, большей свободой нравов и самостоятельностью, что в целом вообще характерно для берберского населения.
Согласно Ирине Касадо-и-Айхон рифийцы традиционно селились патрилокально, счёт родства вели патрилинейно. Старший мужчина в рифской семье обладает властью и несёт ответственность за принятие решений, в то время как женщины сообща ухаживают за детьми и больными без какой-либо дискриминации. Как и другие берберы, рифийцы периодически кочуют. Рифийцы составляют значительный процент марокканских эмигрантов в некоторых европейских странах, например, в Нидерландах.
Рифийцы говорят на языках тамазигхтской группы берберской семьи, в частности на тарифите или зенетском. Языки, на которых говорят рифийцы, зависят от региона их проживания, причём многие рифийцы, использующие берберский язык, также говорят по-арабски или по-испански. Известно 19 групп или социальных сообществ рифийцев: пять сообществ на западе вдоль побережья Средиземного моря говорят по-арабски; семь групп, в центре которых говорят в основном на арабском и частично на рифском; пять на востоке и две в юго-восточной пустынной области, также общающиеся на рифско-берберском языке.
Дорога из Уджды на алжирской границе в Тазу и Фес делит берберов на две группы, которые отклоняются к западу, следуя за горными цепями. В северном Марокко живут племена рифийцев, а также сенхайя, гомара, джебала и анджера. Рифийцы населяют бедный и эродированный, обезлесенный, плохо орошаемый регион. Согласно исследованию, опубликованному в 1980 году Терри Джозефом, уровень бедности и младенческой смертности среди рифийцев  был высоким. Они вели преимущественно оседлый земледельческий образ жизни, используя ручные орудия труда, быков и крупный рогатый скот для вспашки крутых террас земли в своих долинах. Продукты садоводства наряду с овечьим и козьим мясом, сыром и молоком формируют традиционный рацион рифийцев. Некоторые из них практикуют и ловлю сардин вдоль побережья Средиземного моря.

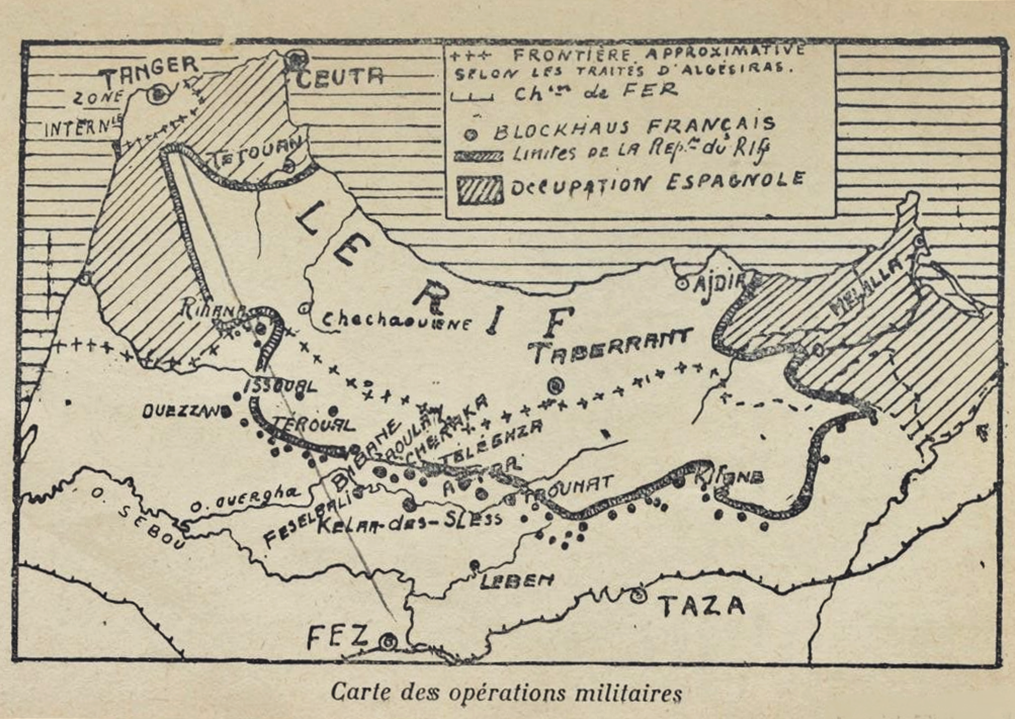
Ле Риф, французская региональная карта 1926 года периода Рифской войны

За свою историю рифийцы пережили множество войн. Некоторые культурные традиции отражают эту историю, такие как пение и исполнение танца под Ayara Liyara, Ayara Labuya в сопровождении израна (куплеты) и «адджуна» (постукивание бубна). Эта традиция, по утверждению Хсейн Илахиане, связана с разрушениями и гибелью рифских патриархов в XI веке во время набега альморавидского лидера Юсуфа ибн Ташфина. В более поздние времена Рифская война привела к многочисленным жертвам среди рифийцев, а также испанских и французских солдат. Во время Рифской войны в 1920-х годах испанская армия применяла химическое оружие.
В 1958 году в некоторых рифских общинах зародилось современное националистическое движение. В последующие десятилетия регион Эль-Риф стал свидетелем демонстраций рифийцев и требований признания рифского языка и культуры и изучения берберского языка в школах и университетах. Возродившийся рифский национализм в 2010 году стал одной из причин протестов в 2013 и 2017 годах. Возмущение также вызывало использование слова огра — унизительное обращение со стороны государства, привлекшее внимание общественности, а также заявления о жестоком подавлении выступлений со стороны марокканских властей.

## Происхождение
По этническому происхождению состав рифийцев неоднороден. Племена ведут родословную от ведущей семьи, передавая устные истории о своём происхождении из рода в род. Некоторые ведущие семьи говорят о происхождении от сенхайя, другие – от зената, знатные семьи утверждают, что они праведного арабского происхождения. Семьи в центральном Рифе, такие как бени-хаттаб, клан Сиди Мохаммеда-бен-Абд-эль-Крим, происходят от арабских миссионеров VIII века, основавших царство Некор (англ.) в прибрежной части Средиземного моря, которое в XX веке стало территорией племени бени-урриагель. Многие семьи рифийцев признают языческую родословную — это племена чистого рифского происхождения: бени-урриагель, бени-амарт и гзеннайя, составляющие культурное ядро области в заливе Алхусемас (ныне известного как залив Аль-Хосейма).

## Женщины и их роль в культуре
Женщины всегда играли важную роль в обществе берберов. В период исламизации Северной Африки существовали женщины-правители. Известно предание о женщине, королеве и лидере амазигов, Кахине, оказавшей ожесточённое сопротивление арабским завоевателям. Предание о доисламской женщине-воительнице живо в берберской культуре и в настоящее время используется молодёжью как символ берберского языка и культуры.
В истории Северной Африки берберы жили колониями, которые взаимодействовали с финикийцами, римлянами, византийцами. В письменной истории женщины почти не упоминаются, и история доисламских женщин в основном, отражена в погребальных стелах, воздвигнутых в их честь. Этот факт контрастирует с берберской культурой, в которой женщины играют заметную роль. Например, Кахину помнят за храбрость и способность ясновидения, умение вести свой народ против арабских вторжений в VII веке нашей эры. Она преодолела мужскую монополию на военное искусство, чтобы стать легендой и единственной некоронованной «королевой» в истории Марокко. Кахина, чьё имя означает «жрица» или «пророчица», родилась в горах Аурес Орес в Алжире) в VII веке, точная дата жизни, как и обстоятельства её смерти, неизвестны. Арабские генералы вели армии в Северную Африку, готовясь завоевать эту территорию и познакомить местные народы с исламом. Кахина оказала решительное сопротивление вторжениям. Около 690 года она лично командовала африканскими войсками, и под её агрессивным руководством арабы на некоторое время вынуждены были отступить.
На пике арабо-исламской империи женщины-берберы славились своей красотой, а также энергией, силой и тем, что они беспрекословно и с радостью выполняют тяжёлую работу. Халифы Багдада, Египта, Испании и Стамбула имели немало наложниц из племени берберов, захваченных в плен. Матерью второго аббасидского халифа Багдада была наложница-берберка по имени Саллама. Зейнаб ан-Нафзавия, одна из самых известных женщин-берберов, основатель и королева Марракеша, делила власть с мужем и вместе с ним управляла огромной империей, простиравшейся от Северной Африки до Испании, между 1061 и 1107 годами. Когда испанцы изгнали мусульман из страны в конце XV века, многие андалузцы были предками берберов. В XIX веке становится известным имя берберской женщины, поднявшей североафриканские народы в Кабилии (часть современного Алжира) на сопротивление против французской колонизации в 1854 году — Лалла Фатма Н’Сумер. Потребовалась армия в 30 000 человек, чтобы окончательно победить восставших. Кабилия, тем не менее, оставалась непокорённой вплоть до 1933 года. Сегодня берберы составляют около одной трети населения Алжира.
Берберы в 7-м веке не были религиозно однородным народом: христианские, еврейские и языческие берберы были рассредоточены по всему региону, на которых сейчас находятся Марокко, Тунис, Алжир и Ливия. После арабского завоевания берберские женщины продолжали играть центральную роль в своих семьях и общинах, сумев объединить исламскую веру с традициями своих предков. Это, в основном, связано с той фундаментальной ролью, которую женщины играют в передаче языка и культуры посредством ритуала, устной речи и искусства. Ритуалы связаны с жизненными циклами: исцелением, плодородием, поклонением, выражением скорби и т. д. Они могут быть публичными или частными. Примером публичного ритуала является тагунджа, ритуал, восходящий к древней традиции собираться и петь перед богиней Танит, вызывая дождь во время засухи. Детали обряда от региона к региону имеют небольшие различия, но в целом он происходит почти везде одинаково. Женщины у берберов являются хранительницами устного народного творчества, передавая предания, сказки и поэзию своего народа из поколения в поколение. Устное творчество берберских женщин наследуется, оно многогранно и охватывает не только ритуальные обряды, но и поэзию, песни, народные сказки, а также публичное ораторское искусство, затрагивая темы любви, самоидентичности, семьи и общества и борьбу за колониальную независимость в современности.
Структура берберских женских сказок очень сложна и имеет определённые внешние и внутренние особенности. Помимо внешних характеристик, таких, как начало, переменный набор связанных эпизодов и финал, можно отметить, что внутри повествование не имеет чёткой хронологии. Самая важная информация обычно кодируется способом, отличным от остальной части, наиболее подходящим с точки зрения рассказчика. Существует особый ритуал, связанный с рассказами и историями — это средство поддержания и укрепления власти внутри семьи, особенно в больших семьях. Бабушки укрепляют свой статус, намеренно откладывая конец рассказа до следующей ночи, создавая тем самым постоянное напряжение. Они также используют истории, чтобы установить взаимопонимание и создать впечатление, что то, что они не говорят, так же важно, как и то, что они говорят. В некотором смысле женщины создают свою собственную систему воспитания.
Большим влиянием в берберской культуре обладают женщины, создающие ковры. Эти женские практики выполнялись тысячелетиями, и женщины доминируют в ткачестве. Создание узоров на ковре — это способ художественного самовыражения берберских женщин, которые, давая жизнь текстилю, придумывают новые формы, цвета и узоры. Берберы считают, что шерсть наделена значительной баракой (благословением), поэтому часть её передаётся ткачам, а само ткачество имеет священную природу. Берберские женщины, работающие с шерстью, пользуются большим уважением. Бытует мнение, что женщина, соткавшая 40 ковров в течение жизни, попадает на небеса после смерти.
Искусство ковроткачества — источник гордости и уверенности, так как обеспечивает преемственность и укрепляет общие ценности семьи, поддержку предпринимательства и т. д. В настоящее время этой отрасли помогают политическая воля правительства и технологии (спутниковая антенна и Интернет).
Ислам в эстетике отношений оказал влияние не столько в области ограничения свободы женщин, сколько в области их отношения к жизни в целом, и это выражается в позитивном отношении к труду и преданности семье. Женщины часто приравнивают преданность своей работе и семье с преданностью Богу. Женщины рассматривают художественное творчество как медитативную практику и часто, прежде чем начать работу, читают молитву.
Женщин ценят как хранительниц языка и культуры, занимающих центральное место в построении идентичности. Создание и сохранение идентичности с помощью искусства также лежит в основе религиозной и духовной деятельности берберских женщин. Благодаря своему художественному самовыражению женщины не только управляют семейными событиями (рождением, свадьбами и похоронами), используя их как средство сохранения священности культурной самобытности среди нарастающих социальных влияний, таких как модернизация, они также ткут ковры, делают палатки и гончарные изделия, украшают лицо, руки и ноги хной, вышивают одежду, подчёркивающую берберскую этническую идентичность. Посредством передачи устного искусства и ремёсел от матери к дочери берберские женщины связывают прошлое с настоящим.
До сих пор берберские женщины носят большое количество изящных украшений и национальную одежду, и это является важной частью их культуры и предметом гордости. В берберской культуре долгое время как знак культурной самобытности и женственности существовала традиция нанесения татуировок: различные узоры были сообщением о семейном положении, племени, к которому принадлежала женщина, и количестве детей. Обычно украшали татуировками лицо, руки и ноги. Сегодня эта традиция не поддерживается молодёжью. Хотя татуировки постепенно исчезли, они получили новую жизнь в творчестве современных марокканских художников, как берберов, так и арабов.
Культура и искусство являются метафорой материнства, демонстрируя решающую роль, которую женщины играют в распространении и сохранении берберской идентичности. В XX веке произошло возрождение женской символики берберов в современной молодёжной культуре. Это видно по названиям различных женских центров: Танит, Исида, Кахина и т. д. Точно так же различные группы, веб-сайты, показы мод и стилей одежды, популярные среди молодёжи, носят идентичные названия.

## Племена и племенные группы
Рифийцы делятся на следующие племена или племенные группы:
- Ибуккуйен, племенная группа.
- Айт-Уряхель, племенная группа.
- Айт-Эаммарт, племенная группа.
- Гзеннайа, племенная группа.
- Айт-Тузин, племенная группа.
- Тимсаман, племенная группа.
- Айт-Сейд, племя.
- Айт-Вурисик, племя.
- Тафарсит, племя.
- Ибдарсен или Мталса, племя.
- Айт-Бу-Йихьи
- Икарэайён, пять племенных конфедераций.
- Икебданен или Кебдана
- Айт-Йиттуфт
- Айт-Бу-Фрах, частично арабоговорящая.